# Java Dabase Connectivity

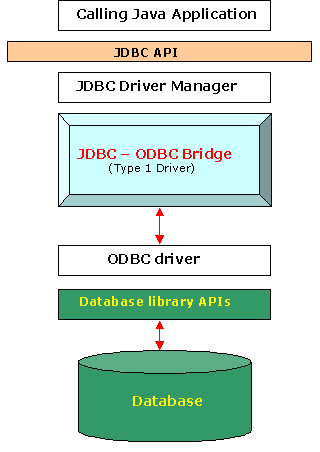
JDBC driver

Java Database Connectivity (JDBC) là một API được thiết kế dành cho ngôn ngữ lập trình Java hỗ trợ Java trong việc truy cập Cơ Sở Dữ Liệu (CSDL). Nó gồm có những phương thức thực hiện truy vấn và cập nhật CSDL gián tiếp qua Java.
Nền tảng Java 2, Standard Edition, version 1.4 (J2SE) bao gồm JDBC 3.0 API mở rộng khả năng truy cập CSDL trong môi trường máy ảo Java.